# Funa
Funa is een geslacht van weekdieren in de familie Pseudomelatomidae, klasse van de Gastropoda (slakken).

## Soorten
- Funa asra Kilburn, 1988
- Funa cretea Li B. Q., Kilburn & Li X. Z., 2010
- Funa fourlinniei Bozzetti, 2007
- Funa fraterculus Kilburn, 1988
- Funa hadra Sysoev & Bouchet, 2001
- Funa laterculoides (Barnard, 1958)
- Funa latisinuata (E. A. Smith, 1877)
- Funa spectrum (Reeve, 1845)
- Funa tayloriana (Reeve, 1846)
- Funa theoreta (Melvill, 1899)